# Cnizocoris
Cnizocoris is een geslacht van wantsen uit de familie van de Reduviidae (Roofwantsen). Het geslacht werd voor het eerst wetenschappelijk beschreven door Handlirsch in 1897.

## Soorten
Het genus bevat de volgende soorten:

- Cnizocoris acellularis Nonnaizab, Kormilev & Qi, 1989
- Cnizocoris berezowskii Bianchi, 1899
- Cnizocoris bhutanensis Kormilev, 1988
- Cnizocoris davidi Handlirsch, 1897
- Cnizocoris dimorphus Maa & Lin, 1956
- Cnizocoris drakei Kormilev, 1957
- Cnizocoris hsiaoi Liu, 1988
- Cnizocoris jakowlewi (Bianchi, 1899)
- Cnizocoris mongolicus Nonnaizab, Kormilev & Qi, 1989
- Cnizocoris obvius Hsiao & Liu, 1979
- Cnizocoris potanini (Bianchi, 1899)
- Cnizocoris shansiensis Hsiao & Liu, 1979
- Cnizocoris shirakii Sonan, 1935
- Cnizocoris sinensis Kormilev, 1957
- Cnizocoris stenocephalus Handlirsch, 1897
- Cnizocoris unicellularis Nonnaizab, Kormilev & Qi, 1989